# Benjamin Thiéry
Pour les articles homonymes, voir Thiéry.

a Compétitions nationales et continentales officielles uniquement.

b Matchs officiels uniquement.
Dernière mise à jour le 1er novembre 2019.
Benjamin Thiéry, né le 2 juin 1984 à Reims (Marne), est un joueur international français de rugby à XV. Il évolue au poste d'arrière ou d'ailier. Depuis juillet 2022, il est l'entraîneur de la défense de l'USON Nevers rugby.

## Carrière

### En équipe nationale
Il a honoré sa première cape internationale en équipe de France le 2 juin 2007 contre l'équipe de Nouvelle-Zélande, alors que les internationaux du Stade toulousain, de l'ASM Clermont Auvergne, du Biarritz olympique et du Stade français disputaient les demi-finales du Top 14 2006-2007 dans leurs clubs respectifs.

## Palmarès

### En club

#### Avec le Montpellier Hérault rugby
- Championnat de France :
  - Vice-champion (1) : 2011

#### Avec l’Aviron bayonnais
- Champion de France de Pro D2 en 2019

#### Avec la Section paloise
- Championnat de France Crabos :
  - Champion (1) : 2003

#### En sélection
- Champion de France Taddéi - Comité du Béarn en 2003
- Champion de France scolaire UGSEL - Collège Saint Jean Bosco - Cluses (74) en 1998

### En équipe nationale
- 4 sélections en équipe de France depuis 2007
- Nombre de sélections par année : 2 en 2007, 2 en 2008
- Équipe de France A : 2 sélections en 2006 (Irlande A, Italie A)
- Équipe de France -21 ans : participation au championnat du monde 2005 en Argentine (3 sélections, 2 transformations, 1 pénalité) et au championnat du monde 2004 en Écosse
- Équipe de France -19 ans : participation au championnat du monde 2003 en France ; 3 sélections, 2 essais, 3 pénalités, 4 transformations

## Carrière d'entraîneur
- 2022- : entraîneur de la défense de l'USON Nevers rugby